# Willem de Bavière-Schagen
Willem I de Bavière, seigneur de Schagen (Willem I van Beieren-Schagen), dit Willem le bâtard de Hollande, est un amiral hollandais, né en 1387 et mort en 1473.

## Biographie
Willem est le fils naturel d'Albert de Wittelsbach, duc de Bavière, comte de Hainaut, de Hollande et de Zélande, et de Maria van Bronckhorst. 

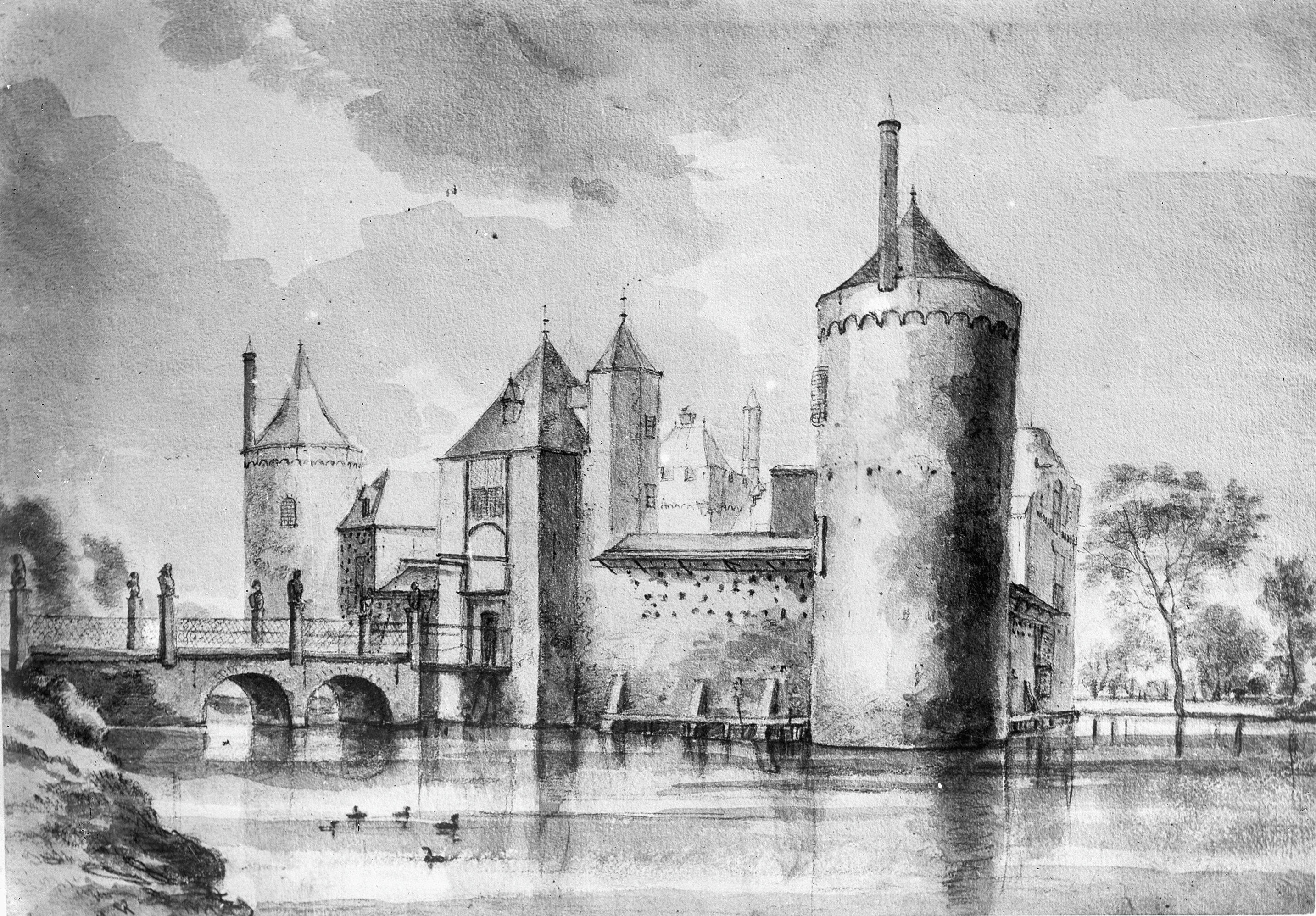
Le château de Schagen.

En 1415, le comte Guillaume IV de Hainaut accorde les droits de cité à Schagen. Philippe le Bon lui donne le manoir de Schagen en 1427. Ce premier seigneur de Schagen convertit la « maison Schagen » construite par son père en château. Il s'y installe en 1440. Deux tours subsistent du château.
Une grande église est construite à Schagen sous son règne. L'église dédiée à Saint-Christophe est achevée en 1460. En 1463, Willem accorde à Schagen le droit d'organiser deux foires annuelles et un marché hebdomadaire.
Il est amiral de Hollande de 1426 à 1438.
Il devient grand chambellan de Philippe III de Bourgogne et bailli de La Haye de 1438 à 1440.

### Postérité
Willem épouse Johanna van Avennes tot Hodenpijl, fille de Jan van Hodenpijl et d'Elisabeth van Haamstede, et petite-fille de Dirk van Hodenpyl (nl). Willem et Johanna ont eu les enfants suivants :
- Albrecht I (nl) (décédé au château Medemblik le 24 août 1480), marié avec Adriana van Nijenrode, fille de Gijsbrecht III van Nijenrode (nl) et de sa maîtresse Geertruyt Uytenham.
- Jan I (nl), épousa Aven Jansdr van Berkenrode
- Antonis, chanoine du Proosdij van Sint-Pieter (nl) à Utrecht
- Willem Ier, seigneur de Burghorn (nl)
- Barbara, épouse d'Hendrik van Zuylen
- Johanna (Janna) (nl), épouse de Philips Ruychrock van de Werve

## Sources
- Jan Christiaan Kobus, W. de Rivecourt, « Biographisch woordenboek van Nederland »